# Jean Beauverie
Jean Beauverie (Fontaines-sur-Saône, 18 febbraio 1874 – Lione, 22 febbraio 1938) è stato un botanico e micologo francese.

## Biografia
Nel 1894 ha conseguito la laurea in scienze naturali, seguita da lavoro come préparateur botanico, poi docente, presso l'Università di Lione. Nel 1912 è stato docente presso la facoltà di scienze a Nancy, dove divenne professore. In seguito ha ottenuto una cattedra a Clermont-Ferrand, e nel 1923 è tornato come professore a Lione.
Dal 1895 al 1938, è stato membro della Société linnéenne de Lyon, che serve come il suo presidente in due occasioni (1907 e 1928). Era inoltre un membro della Société Botanique de France (1919), la Société mycologique de France e la Société Botanique de Lyon (vicepresidente 1910, presidente 1912).
Nel 1912 Jean Paul Vuillemin ha chiamato il nome del genere Beauveria (famiglia Clavicipitaceae) in suo onore.

## Opere principali
- Études sur le polymorphisme des champignons; influence du milieu, 1900.
- Étude sur les champignons des maisons, 1903.
- Le bois, 1905.
- Atlas colorié de la flore alpine. Jura, Pyrénées, Alpes françaises, Alpes suisses, 1906 (con Louis Faucheron).
- Les textiles végétaux, 1913 (con M H Lecomte).
- Les gymnospermes, vivantes et fossiles, 1933.
- Les cryptogames vasculaires, vivantes et fossiles, 1936[3][4]